# 八ヶ岳パーキングエリア

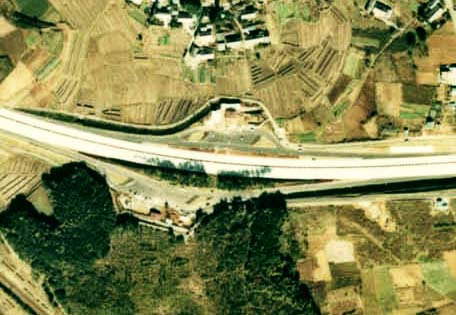
航空写真。1976年（昭和51年）撮影。

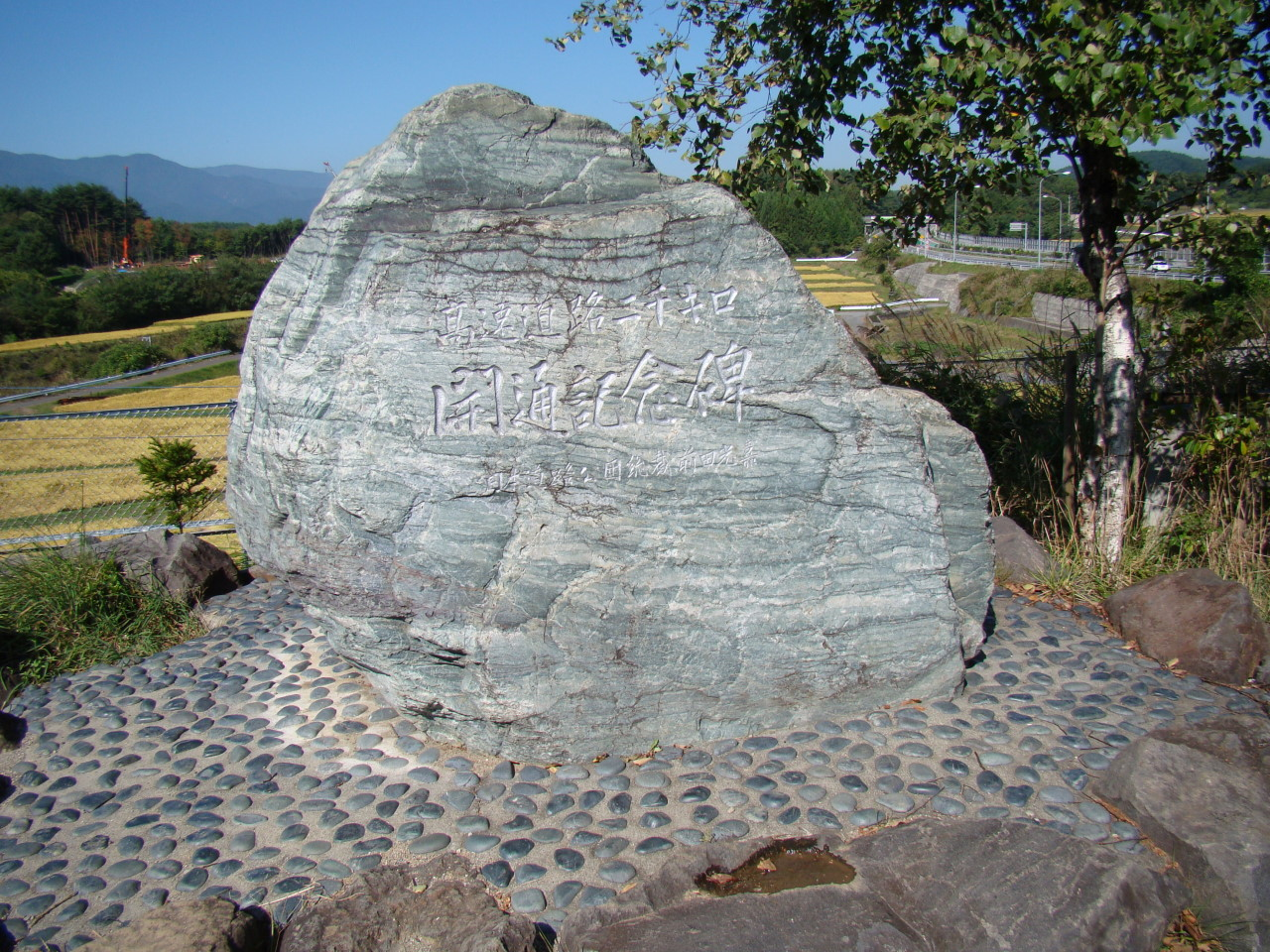
下り線に設置されている高速道路二千キロ開通記念碑

八ヶ岳パーキングエリア（やつがたけパーキングエリア）は、山梨県北杜市長坂町の中央自動車道上にあるパーキングエリアである。
高速バスの八ヶ岳バスストップについてもこの項で述べる。

## 概要
上り線側は、休日を中心に利用の多い双葉SAを補完するためにパーキングエリアとしては比較的広い駐車場を持つ。上り線側は近くに山梨県道609号小荒間長坂停車場線の高架橋（米山橋）があるため路肩を広げられず、かつては本線への加速車線が短く、短距離で合流加速を行わなければならない構造となっていたが、本線への合流ランプが分流ランプをアンダーパスする構造に改良され、十分な合流車線の有効長が確保されている。
長い登坂路の続く下り線側には、燃料補給に備えるための給油所（JX日鉱日石エネルギー）(中日本エクシス(株))が設けられ、7時00分-19時00分にかけて営業していたが、2012年（平成24年）1月31日の営業を最後に閉店された。
下り線側は鳳凰三山や南アルプス、八ヶ岳等の山並みを望む好景観地としての側面を併せ持つ。

## 道路
- E20 中央自動車道

## 施設

### 上り線（東京・河口湖方面）
- 駐車場
  - 大型 34台
  - 小型 41台
- トイレ
  - 男性 大6（和式2・洋式4）・小16
  - 女性 20（和式6・洋式14）
    - 同伴の男児用 1

  - 車椅子用 1
- スナック（7:00-22:00）
- ショッピング（7:00-22:00）
- 自動販売機
- 給電スタンド（24時間）

### 下り線（長野・名古屋方面）
- 駐車場
  - 大型 40台
  - 小型 49台
- トイレ
  - 男性 大6（和式2・洋式4）・小18
  - 女性 24（和式7・洋式17）
    - 同伴の男児用 1

  - 車椅子用 1
- スナック（6:00-22:00）
- ショッピング（6:00-22:00）
- 自動販売機
- 給電スタンド（24時間）

## 八ヶ岳バスストップ

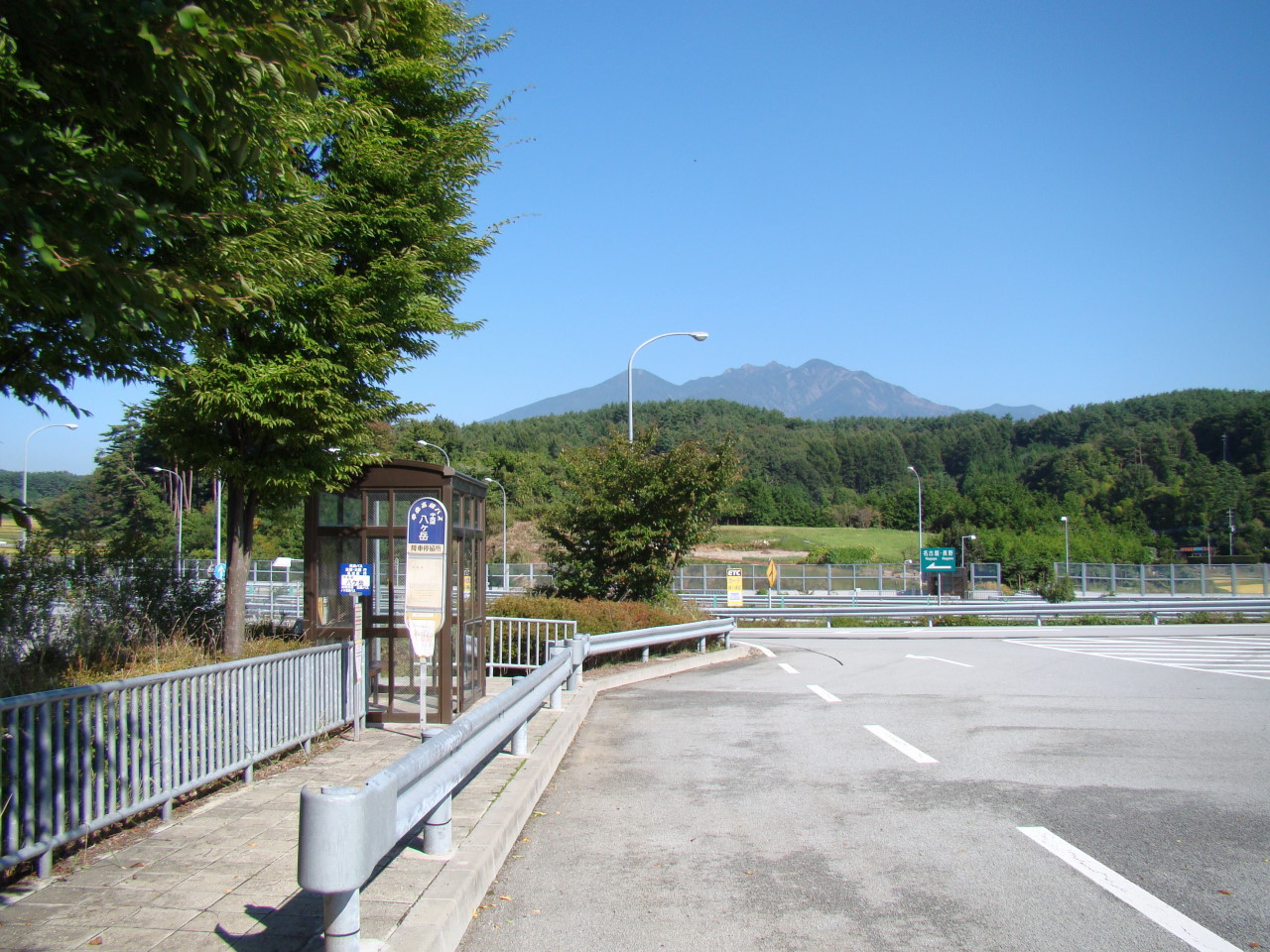
八ヶ岳と八ヶ岳バスストップ（2008年〈平成20年〉10月撮影）

八ヶ岳バスストップは、八ヶ岳パーキングエリアに併設されている中央自動車道のバス停留所である。
旅客案内上では、『中央道八ヶ岳』（ちゅうおうどうやつがたけ）と呼ばれる。

### 停車する路線
- 岡谷・上諏訪 - 新宿線（中央高速バス、山梨交通・アルピコ交通・京王バス・フジエクスプレス・JRバス関東）
長坂高根BS - 八ヶ岳BS - 小淵沢BS
- 甲府 - 京都・大阪線（クリスタルライナー、山梨交通・近鉄バス）
長坂高根BS - 八ヶ岳BS - 小淵沢BS
- 甲府 - 名古屋線（名古屋ライナー甲府号、山梨交通・JR東海バス）
長坂高根BS - 八ヶ岳BS - 小淵沢BS

### 交通アクセス
- JR中央本線長坂駅、JR小海線甲斐小泉駅から北杜市民バス 小泉・長坂線 中村入口停留所から徒歩5分。

## 沿革
1976年（昭和51年）12月の韮崎IC - 小淵沢ICの開通に伴い、供用を開始した。供用開始当初はトイレのみの施設であり、売店は1年遅れて開設された。1981年（昭和56年）3月の小淵沢IC - 伊北ICの開通を機に、下り線PAに給油所が開設される。
- 1976年（昭和51年）12月19日 - 供用開始。
- 1977年（昭和52年）12月20日 - 売店を開設。
- 1981年（昭和56年）3月30日 - 下り線PAにガソリンスタンドを開設。
- 2010年（平成22年）4月1日 - 下り線PAのガソリンスタンドのブランドがコスモ石油（コスモ石油販売山梨カンパニー）から新日本石油(中日本エクシス(株))に変更。
- 2012年（平成24年）1月31日 - 下り線PAのガソリンスタンド(ENEOS 中日本エクシス(株))が同日19時00分を以って閉店。

## 隣
E20 中央自動車道
(17-1) 長坂IC - 八ヶ岳PA - (18) 小淵沢IC